# Енн Наполітано
Енн Наполітано (англ. Ann Napolitano; нар. 21 жовтня 1971) — американська письменниця. Написала чотири успішні романи.

## Дитинство, навчання, сім'я
Народилася 21 жовтня 1971 року у родині Джеймса та Кетрін Наполітано.
Здобула ступінь магістра в Нью-Йоркському університеті після закінчення Коннектикутського коледжу.
У неї є сестра, брат і зведена сестра.

## Викладачка, редакторка
Викладала художнє письмо в Бруклінському коледжі, Нью-Йоркському університеті та майстерні Gotham Writers Workshop.
Була помічницею редактора журналу One Story з 2014 по 2020 рік.

## Особисте життя
Енн Наполітано живе в районі Парк-Слоуп у Брукліні, штат Нью-Йорк, разом зі своїм чоловіком Деном Вайлдом та двома синами Малакі та Гендріксом.

## Праці
- Within Arm's Reach. 2004. ISBN 978-1-4000-5188-5.[7]
- A Good Hard Look. Penguin Press HC. 2011. ISBN 978-1-59420-292-6.[8][9]
- Любий Едварде. Dial Press. 6 січня 2020. ISBN 978-1-9848-5478-0.[10][11]
- Привіт, красуне. Dial Press. 14 березня 2023. ISBN 978-0-593-24373-2.[2][12][13][14][15]

## Переклади українською
2025 року у видавництві «Віват» вийшли українські переклади роману «Любий Едварде» та «Привіт, красуне». Перекладачка — Дарія Цицюра.

## Зовнішні посилання
- Офіційний сайт
- Ann Napolitano - Hello Beautiful The Book Show,  May 30, 2023